# ケイト・マルグルー
ケイト・マルグルー（Kate Mulgrew, 1955年4月29日 - ）は、アメリカ合衆国の女優。『スタートレック:ヴォイジャー』に出演したことで有名。アイオワ州ダビューク出身。8人兄弟の2番目。

## 略歴
17歳の時、ニューヨークで演技を学び始めた。ニューヨーク大学在学中、ステラ・アドラー芸術学校で学んだ。そして大学3回生終了後、演劇に全力を尽くすために自主退学した。
ソープオペラ『Ryan's Hope』でメアリー・ライアンの娘役で出演、作品が終わった後もファンから大きな支持を得た。その他『ダラス (テレビドラマ)』や『Murphy Brown』、『Cheers』、『ジェシカおばさんの事件簿』にゲスト出演した。また、刑事コロンボの名前を借りたドラマ『ミセス・コロンボ』(Mrs. Columbo)でケイト・コロンボ役を務めたことが知られている。『スタートレック:ヴォイジャー』の主役キャスリン・ジェインウェイ艦長役で飛躍的に有名となった。
キャサリン・ヘプバーンに似ていることもあって、ヘプバーンの回想をもとにした女性の一人芝居『Tea at Five』を演じている。
1998年にはサターン賞の最優秀TV主演女優賞と、ゴールデン・サテライト賞の最優秀TVドラマ主演女優賞を獲得した。
2013年からは、『オレンジ・イズ・ニュー・ブラック』でロシア移民の囚人"レッド"を演じ、プライムタイム・エミー賞助演女優賞コメディ・シリーズ部門にノミネートされた。
マルグルーの夫は、1999年に再婚した政治家のティム・ヘイガンで、2002年のオハイオ州知事選で民主党から候補となったがボブ・タフトに敗れた。
実母ジョーン・マルグルーがアルツハイマー病闘病生活を送ったことをきっかけに、米国アルツハイマー病協会のスポークスマンとしても活躍中。

## 出演

### 映画
| 公開年 | 邦題 原題                                           | 役名                           | 備考             |
| ------ | --------------------------------------------------- | ------------------------------ | ---------------- |
| 1982   | 誰かが見ている A Stranger Is Watching               | シャロン・マーティン           |                  |
| 1985   | レモ/第1の挑戦 Remo Williams:The Adventure Begins   | レイナー・フレミング少佐       |                  |
| 1987   | 薔薇と殺意に抱かれて Roses Are for the Rich         | ケンダル・マーフィー           | テレビ映画       |
| 1987   | 鬼ママを殺せ Throw Momma from the Train             | マーガレット                   |                  |
| 1991   | ガラスの絆 Daddy                                    | サラ                           | テレビ映画       |
| 1995   | デモリション・デイ Captain Nuke and the Bomber Boys | ペスコー夫人                   |                  |
| 1997   | トレッキーズ スター・トレック万歳! Trekkies         |                                | ドキュメンタリー |
| 1998   | 奇蹟の降る空/NIGHT WORLD Riddler's Moon             | ヴィクトリア                   | テレビ映画       |
| 2002   | ネメシス/S.T.X Nemesis: S.T.X                       | キャスリン・ジェインウェイ提督 |                  |

### テレビシリーズ
| 放映年         | 邦題 原題                                                                        | 役名                                                            | 備考                |
| -------------- | -------------------------------------------------------------------------------- | --------------------------------------------------------------- | ------------------- |
| 1975-1989      | Ryan's Hope                                                                      | メアリー・ライアン／メアリー・ライアン・フェネリ                |                     |
| 1978           | ダラス Dallas                                                                    | ガーネット                                                      | エピソード Triangle |
| 1979-1980      | ミセス・コロンボ/ミス・ケイトの冒険 Mrs. Columbo; Kate Loves a Mystery           | ケイト・コロンボ（キャラハン）                                  | 13エピソードに出演  |
| 1986           | チアーズ Cheers                                                                  | ジャネット                                                      | 3エピソードに出演   |
| 1987,1992,1994 | ジェシカおばさんの事件簿 Murder, She Wrote                                       | Sonny Greer, Joanna Grimsky Rollins, Maude Gillis               | 3エピソードに出演   |
| 1992           | TVキャスター マーフィー・ブラウン Murphy Brown                                   | ヒラリー                                                        |                     |
| 1995-2001      | スタートレック:ヴォイジャー Star Trek: Voyager                                   | キャスリン・ジェインウェイ艦長                                  | 170エピソードに出演 |
| 2006           | LAW & ORDER:性犯罪特捜班 Law & Order: Special Victims Unit                       | ドナ                                                            | エピソード Web      |
| 2009-2010      | マーシー・ホスピタル Mercy                                                       | Jeannie Flanagan                                                | 10エピソードに出演  |
| 2011-2013      | ウェアハウス13 〜秘密の倉庫 事件ファイル〜 Warehouse 13                          | ジェーン・ラティマー                                            | 6エピソードに出演   |
| 2013-2019      | オレンジ・イズ・ニュー・ブラック 塀の中の彼女たち Orange Is the New Black        | ガリーナ・"レッド"・レズニコフ                                  | レギュラー出演      |
| 2017-2018      | ストレッチ・アームストロング＆フレックス Stretch Armstrong and the Flex Fighters | Dr. C / Racine Cleo                                             | レギュラー 声の出演 |
| 2019           | ミスター・メルセデス Mr. Mercedes                                                | アルマ・レイン                                                  | リカーリング        |
| 2021-2024      | Star Trek: Prodigy                                                               | キャスリン・ジェインウェイ艦長のECH(Emergency Command Hologram) | 声の出演            |